# Bruno Ehrlich

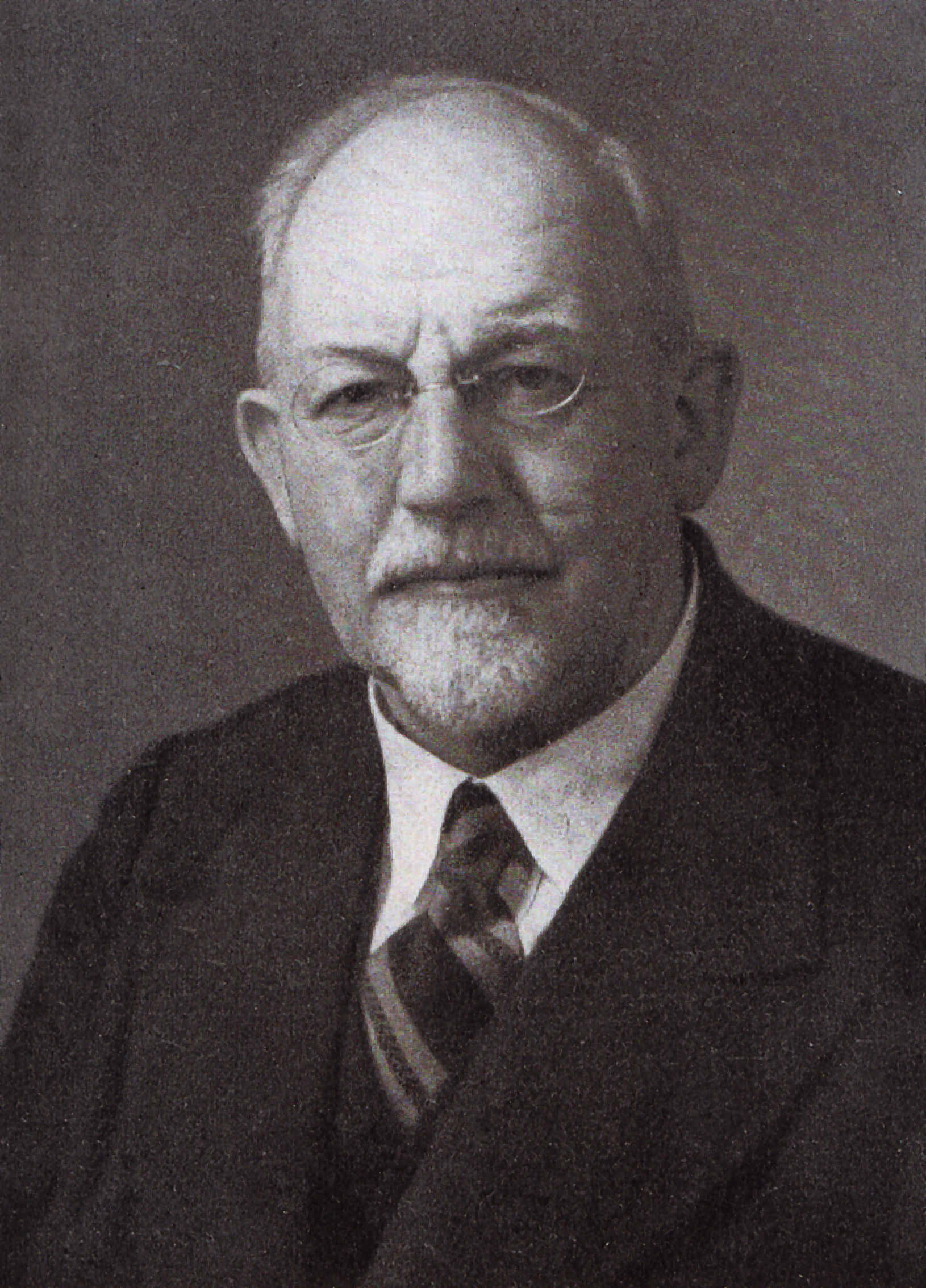
Bruno Ehrlich

Alfred Bruno Ehrlich (* 28. Mai 1868 in Danzig; † 7. Februar 1945 in Elbing) war ein deutscher Lehrer und Heimatforscher, der sich insbesondere mit Fragen der Ur- und Frühgeschichte beschäftigte.

## Leben
Der Sohn des Hutfabrikanten Gottfried Ehrlich legte das Abitur 1886 in Danzig ab und studierte dann Klassische Philologie, Deutsch und Evangelische Theologie in Königsberg, Marburg, Berlin und Breslau. Während seines Studiums wurde er 1887 Mitglied der Burschenschaft Germania Breslau. Er promovierte an der Universität Breslau 1894. Danach unterrichtete an verschiedenen Gymnasien in Westpreußen, schließlich von 1905 bis 1938 als Lehrer am Gymnasium Elbing, das er von 1916 bis 1918 leitete. Von 1914 bis 1916 diente er im Ersten Weltkrieg, zuletzt als Hauptmann. Von 1916 bis 1938 war er im Nebenamt Direktor des Städtischen Museums Elbing sowie Herausgeber des Elbinger Jahrbuchs. Auch war er der Vorsitzende mehrerer regionalhistorischer Vereine.

## Schriften (Auswahl)
- De Callimachi hymnis quaestiones chronologicae. Dissertation Breslau 1894, (Breslau, Universität, Dissertation, 1894; Digitalisat).
- Germanen, Balten und Slawen in Ostdeutschland in vor- und frühgeschichtlicher Zeit. In: Vergangenheit und Gegenwart. Bd. 19, Nr. 6, 1929, S. 321–349.
- Germanische und altpreußische Siedlungen am Frischen Haff. In: Ostdeutsche Monatshefte. 12, 1931, ZDB-ID 217418-2, S. 12–20.
- Succase, eine Siedlung der jungsteinzeitlichen Schnurkeramiker im Kreise Elbing. In: Elbinger Jahrbuch. Heft 12/13, 1936, ZDB-ID 541860-4, S. 44–98, (Digitalisat).
- als Herausgeber: Festschrift zur 4. Reichstagung für deutsche Vorgeschichte in Elbing vom 16. bis 23. Oktober 1937 verbunden mit der 3. Reichstagung für Vorgeschichte des NS-Lehrerbundes. Elbinger Altertumsgesellschaft, Elbing 1937